# Robert de Montbray
Robert de Montbray (en anglais : Robert de Mowbray) (v. 1060 – 1115 ou 1125), est un riche et puissant baron anglo-normand, comte de Northumbrie entre 1087 et 1095. Il se rebella à deux reprises contre le roi Guillaume II d'Angleterre dit le Roux.

## Biographie

### Jeunesse
Il est le fils de Roger de Montbray, seigneur de Montbray, et d'une mère inconnue. Les Montbray était une illustre famille normande, parente de Néel II de Saint-Sauveur, vicomte du Cotentin. Il était aussi le neveu de Geoffroy de Montbray († 1093), évêque de Coutances. Son père semble participer à la conquête normande de l'Angleterre, mais le Domesday Book ne conserve aucune trace de terres lui ayant été données. En revanche, son oncle reçoit de très nombreuses terres, 280 manors. Robert est son héritier pour ses biens temporels à sa mort en 1093. Il hérite aussi des terres normandes de son père, dont la seigneurie de Montbray.
Il est l'un des compagnons de Robert Courteheuse, le fils aîné du Conquérant, durant sa première rébellion contre son père en 1078. Il s'exile avec lui cette même année. La date de son retour en faveur à la cour normande n'est pas connue.

### Comté de Northumbrie
Le comté lui est donné après la défection d'Aubrey de Coucy. Il a été suggéré que celui-ci aurait rendu son titre et ses terres en 1085, alors que son territoire était menacé par une invasion danoise. La date à laquelle Robert de Montbray lui succède formellement n'est pas connue, mais estimée à 1086-1087 suivant les indices relevés dans le Domesday Book (1086). Il est aussi plus que probable que son appointement date d'avant la mort du Conquérant, car Guillaume le Roux, son successeur, n'aurait pas donné le comté à un homme qui avait auparavant soutenu son frère Robert. Il est envisageable que sa participation à la rébellion de 1088 soit due au refus du roi de le confirmer à la tête du comté.
Il est en Normandie entre la mort du Conquérant en septembre 1087, et le début de la rébellion de 1088 (mars-avril 1088). Les nonnes de la Sainte-Trinité de Caen le citent comme un de ceux qui profitent de cette période de flottement pour piller leurs terres.
À la nomination de Guillaume de Saint-Calais à l'évêché de Durham en 1091, la partie de la Northumbrie en deçà de la rivière Tyne est transformée en comté palatin de Durham. La partie au-delà sera nommée plus tard le Northumberland.

### Rébellion de 1088
Décrit par Florence de Worcester comme un homme doué pour la guerre, il est vraisemblable qu'il soit le commandant militaire de son oncle durant la rébellion de 1088 contre le roi Guillaume le Roux. Ensemble, ils mettent à sac Bristol, Bath, Berkeley, et une grande partie du Wiltshire. Ils sont repoussés dans leur siège d'Ilchester. Orderic Vital indique que Robert serait resté fidèle au roi, mais c'est très peu crédible. Il est peu probable aussi qu'il ait fait partie des barons qui comme Roger II de Montgommery abandonnent la conspiration pour revenir aux côtés du roi contre la promesse de richesses considérables. 
La rébellion est un terrible échec pour tous les barons impliqués dans ce complot. Mais le roi, écoutant les barons qui lui étaient restés fidèles, est clément avec eux, et Robert de Montbray ne semble pas subir de représailles.

### L'assassinat de Malcolm III d'Écosse
La Northumbrie étant une marche du Royaume d'Écosse, Robert de Montbray a à défendre son territoire contre les nombreuses incursions écossaises. Cette défense connaît son point culminant en 1093. Après que le roi Guillaume le Roux a refusé de négocier un accord avec lui à Gloucester, Malcolm III d'Écosse et son fils Édouard, son héritier, lève une armée et ravage le Northumberland. Le roi écossais et son fils sont tués dans une embuscade mise en place par Robert de Montbray près d'Alnwick, le 13 novembre.
Le chroniqueur Orderic Vital rapporte que les Écossais retournaient paisiblement en Écosse, autorisés par un sauf-conduit. Ils avaient été surpris sans armes, et avaient été tués à l'improviste par Robert et ses hommes. Selon le moine Vital, le roi Guillaume et sa cour furent attristés par la mort du roi écossais, et tous se sentirent honteux de cette action déshonorante. La réputation de Robert fut très sérieusement ternie,.
À la mort de son oncle en 1093, il hérite des 280 seigneuries de son oncle. Elles sont réparties en deux principaux groupes. Le plus grand des deux est dans l'ouest du royaume, et le plus petit dans l'est des Midlands. Avec le comté de Northumbrie, ces possessions font de lui l'un des plus puissants barons du royaume. Quelques mois avant sa rébellion, il épouse Mathilde, la fille de Richer de l'Aigle dont la famille est un soutien habituel de Robert Courteheuse. 

### Le complot de 1095
Orderic Vital, le moine chroniqueur raconte que Robert de Montbray aidé par son neveu Morel pille quatre navires de commerce norvégiens qui mouillent sur la côte de Northumbrie. Le roi le somme de comparaître pour s'expliquer, mais il ne vient pas. Le roi est obligé de rembourser les marchands sur son propre trésor. Après deux autres appels infructueux à comparaître devant lui, il finit par marcher avec une armée contre son comte. Quand le roi approche de ses terres, Gilbert de Clare, le lord de Clare, lui révèle qu'il y a une conspiration contre lui afin de placer sur le trône Étienne d'Aumale, son cousin. Il se dénonce donc lui-même et d'autres tels Guillaume II d'Eu et Roger de Lacy.  
Le roi assiège d'abord un château de Robert qui se situe sur la Tyne, et qui est gardé par son frère. Il prend aussi un petit fort à Morpeh, dans lequel se trouvent presque tous les meilleurs hommes de Montbray. Il jette en prison le frère du comte ainsi que tous les chevaliers qu'il a trouvés à l'intérieur du château. 

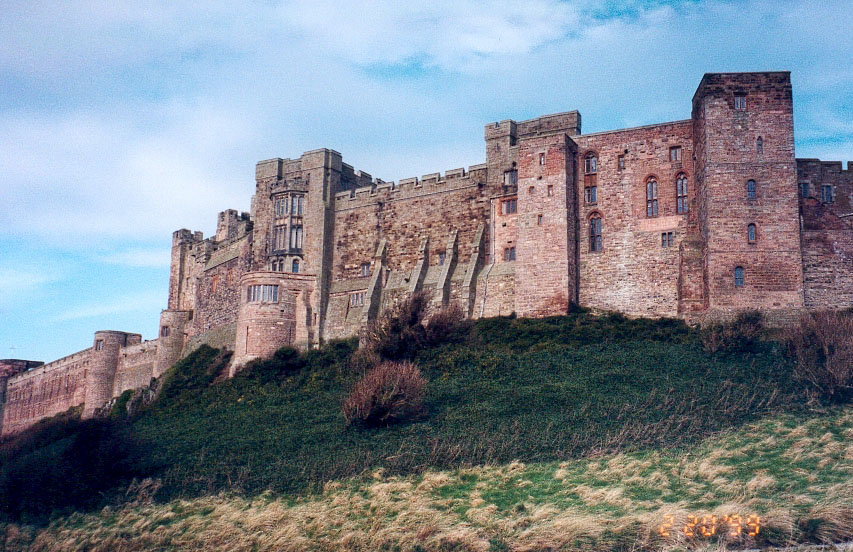
Château de Bamburgh

En août, il met le siège au château de Bamburgh dans lequel s'est réfugié Montbray. Guillaume le Roux y fait bâtir un fort qu'il nomme Malvoisin, y place une garnison et doit s'absenter pour le Pays de Galles.
Après son départ, essayant peut-être de le faire sortir de sa forteresse, les gouverneurs de Newcastle promettent à Montbray de l'admettre dans leur forteresse, s'il arrive à s'enfuir à l'insu de ses assiégeants. Acceptant avec joie la proposition, Montbray prend le chemin de Newcastle de nuit avec 30 hommes. Les chevaliers qui assiègent le château, se rendant compte de la fuite, envoient des messagers avertir la garnison de Newcastle. Robert doit trouver refuge à Tynemouth, puis après avoir été blessé, dans le monastère de Saint-Oswin. Il en est extirpé, puis est jeté en prison. 
Après une expédition dans le pays de Galles début octobre 1095, le roi revient dans le nord du pays. Il ordonne que Robert soit emmené à Bamburgh, et qu'on lui arrache les yeux, à moins que sa femme et son neveu, le shérif Morel, ne rendent le château. Après qu'ils ont accédé à la demande du roi, Robert de Montbray est emmené à Windsor, et y est gardé prisonnier pendant une vingtaine ou une trentaine d'années selon les sources. Il est autorisé à se faire moine à l'abbaye de Saint-Albans vers la fin de sa vie, et meurt vers 1115 ou 1125.

### Portrait par Orderic Vital
Orderic Vital brosse son portrait dans son Histoire de la Normandie :

« Robert, fils de Roger de Montbray, jouissait d'une grande puissance et de richesses considérables  : orgueilleux de son courage et de sa valeur guerrière, il méprisait ses égaux, et trouvait indigne, dans l'excès de sa vanité, d'obéir à ses supérieurs. C'était un homme de grande taille, fort, noir et velu, audacieux et fourbe, ayant le visage triste et sévère. Il s'occupait plus à méditer qu'à parler, et riait à peine dans la conversation. Il possédait en Angleterre deux cent quatre-vingts terres que le roi Guillaume-le-Grand avait données à Geoffroy, évêque de Coutances. »

### Mariage
En 1095, il épousa Mathilde, fille de Richer de L'Aigle (Aquila) et de Judith d'Avranches, elle était la nièce d'Hugues d'Avranches,. Sa femme se remaria en 1107 par dispense spéciale du pape Pascal II à Neel d'Aubigny à qui fut donné Montbray en Normandie, terre perdue par Robert.
S'étant marié quelques mois avant d'être emprisonné, il n'eut pas de descendance.

### Sources
- William M. Aird, « Mowbray, Robert de, earl of Northumbria (d. 1115/1125) », Oxford Dictionary of National Biography, Oxford University Press, 2004.
- (en) La Chronique de Florence de Worcester sur Google Books (p.186-190).
- (fr) Orderic Vital, Histoire de la Normandie sur bnf.fr.
- (en) The Anglo-Saxon Chronicle.
- (en) Comtes de Northumbrie sur Medieval Lands.